# Мещерська мова

Приблизна карта територій етносів у 9-му сторіччі. Темно-зеленим зображено територію мещерян

Мещерська мова — мова етносу мещера, що займало територію в сточищі Оки, на теренах сучасної Росії. Належала до фіноугорської мовної групи. Відомостей про мещерську мову збереглось дуже мало, ймовірно вона була близька до мокшанської і ерзянської мов. Довго вважалося, що останній носій, ймовірно, помер у 16-му сторіччі.Однак, згідно даних перепису населення Російської імперії, станом на 1897 рік зафіксовано 27005 носіїв мещерської мови[джерело?].